# 11e cérémonie des prix Génie
La 11e cérémonie des Prix Génie s'est déroulé le 20 mars 1990 pour récompenser les films sortis dans le courant de l'année.

## Palmarès
Le vainqueur de chaque catégorie est indiqué en gras

### Meilleur court métrage d'animation
- Juke-Bar (en) — Martin Barry
  - The Dingles (en) — William Pettigrew
  - In and Out — Alison Snowden et David Fine (en)